# 山口亮太
山口亮太（日语：／ Yamaguchi Ryōta，1969年3月2日—），日本男編劇。O型血。

## 來歷、人物
山口亮太加入動畫製作公司日昇動畫擔任製作進行後，他原本想成為一名編劇，因此成為與該公司關係密切的動畫導演井內秀治的學徒。加入REED PROJECT，井內擔任代表董事。以1992年的《超時空保姆》（第13話）作為編劇首次亮相，離開公司後，成為自由編劇，擅長創作少年漫畫、熱血漫畫風格的劇本，包括《機動武鬥傳G鋼彈》、《徽章戰士》等。即使在他的後期作品《數碼寶貝拯救隊》中，他也表示，在反思了之前數碼寶貝系列的風格後，他的目標是一部典型的少年漫畫。
2010年，他在小學館《週刊少年Sunday》編輯部和石森計劃所舉辦的「人造人009漫畫獎」的編劇部門中，以提交的「川普塔」獲得了大獎。
2017年起開始參與韓國動畫的製作。其負責的作品《奇妙萌可》是一部長篇系列作品。

## 參加作品
粗體字表示劇本統籌作品。

### 電視動畫
1989年
- 魔動王Granzort（編劇）※比賀靜夢名義[3]。

1991年
- 魔神英雄傳2（編劇）※比賀靜夢名義。

1992年
- 超時空保姆（編劇）
- 亂馬½ 熱鬥篇（編劇）
- 超級麻雀（日语：スーパーヅガン）（—1993年，編劇）

1993年
- 疾風無敵銀堡壘（—1994年，編劇）

1994年
- 機動武鬥傳G鋼彈（—1995年，編劇）

1995年
- 鬼神童子ZENKI（編劇）
- 美少女戰士SuperS（—996年，編劇）
- 熊之噗太郎（日语：クマのプー太郎）（—1996年，編劇）

1996年
- 美少女戰士Sailor Stars（—1997年，編劇）
- 聖天空戰記（編劇）

1997年
- 甜心戰士F（—1998年，編劇）
- 少女革命歐蒂娜（編劇）※比賀昇名義。
- 逮捕令（編劇）
- 科學情人（編劇）

1998年
- 看我這一邊！蜜子（日语：こっちむいて!みい子）（—1999年，編劇）
- 星際牛仔（編劇）
- 機甲發明小子（—1999年，編劇）
- Night Walker -深夜徘徊者-（日语：Night Walker -真夜中の探偵-）（編劇）
- SHADOW SKILL -影技-（編劇）

1999年
- 超級發明小子（日语：超発明BOYカニパン）（編劇）
- 徽章戰士（—2000年，編劇）
- 天使不設防！（編劇）
- 麻辣教師GTO（—2000年，編劇）
- HUNTER×HUNTER (1999年版)（—2001年，編劇）

2000年
- 學校怪談（—2001年，編劇）

2001年
- 逮捕令 SECOND SEASON（編劇）
- 幽浮寶貝（編劇）

2002年
- Kanon (第1作)[注 1]（編劇）
- ONE PIECE（—2003年，編劇）
- 決鬥大師（—2003年，編劇）

2003年
- 新超激力戰鬥車[4]（—2004年，編劇）

2004年
- 北方戀曲 ～Diamond Dust Drops～（編劇）
- 去吧！墮落三人組（日语：ズッコケ三人組#アニメ『それいけ! ズッコケ三人組』）（編劇）
- 鐵人28號 (2004年版)（編劇）
- 決鬥大師 Charge（—2006年，編劇）

2005年
- 甲蟲王者 森林居民的傳說（—2006年，編劇）
- 機獸創世紀（—2006年，編劇）

2006年
- 數碼寶貝拯救隊（—2007年，編劇）
- Project BLUE 地球SOS（日语：Project BLUE 地球SOS）（編劇）
- Happiness！ （編劇）

2007年
- 青空下的約定 ～歡迎來到鶇寮～（編劇）
- 發條武士（日语：ぜんまいざむらい）（編劇）

2008年
- 今日大魔王！（編劇）
- 楚楚可憐超能少女組（編劇）

2010年
- 薄櫻鬼（編劇）

2011年
- 青之驅魔師（編劇）

2013年
- DokiDoki！光之美少女（—2014年，編劇）
- 靈裝戰士（—2014年，編劇）

2016年
- 未來卡片 戰鬥夥伴DDD（—2017年，編劇）
- 少年女僕（編劇）

2017年
- 精靈戰車（—2018年，編劇）[5][6]

2018年
- 卡片鬥爭!! 先導者 (2018年版)（—2019年，編劇）
- 聖鬥士星矢 聖鬥少女翔（—2019年，編劇）

2019年
- 胡蝶綺 ～少年信長～[7]（編劇）

2020年
- 奇妙萌可[注 2]（—2023年，編劇、日語版監修）
- 卡片鬥爭!! 先導者外傳 -if-（編劇）

2023年
- 卡牌戰士（編劇）

2025年
- 數碼寶貝BEATBREAK（編劇）

### 電影動畫
1991年
- 亂馬½：中國寢崑崙大決戰！規則無視的激鬥篇!!（日语：らんま1/2 中国寝崑崙大決戦! 掟やぶりの激闘篇!!）（編劇）[注 3]

1992年
- 亂馬½：決戰桃幻鄉！奪回新娘子!!（日语：らんま1/2 決戦桃幻郷! 花嫁を奪りもどせ!!）（編劇）

1994年
- 亂馬½：超無差別決戰！亂馬隊VS傳說的鳳凰（日语：らんま1/2 超無差別決戦! 乱馬チームVS伝説の鳳凰）（編劇）

1995年
- Special Present 亞美的初戀 美少女戰士SuperS 外傳（編劇）

1997年
- 劇場版 甜心戰士F（編劇）

2000年
- Escaflowne（編劇）[注 4]

2006年
- 數碼寶貝拯救隊 THE MOVIE 究極力量！爆裂模式發動!!（編劇）

2013年
- 劇場版 DokiDoki！光之美少女：小愛结婚了!!?連結未來的希望禮服（編劇）

### OVA
1992年
- 魔動王Granzort 冒險篇（編劇）

1993年
- 亂馬½ (1989年版)（—1996年，編劇）

1997年
- 鬼神童子ZENKI外傳 ～黯鬼奇譚～（編劇）

1998年
- 鐵拳 -TEKKEN-（編劇）
- 御先祖賛江（日语：御先祖賛江）（—1999年，編劇）

2000年
- 鬼點睛（日语：鬼点睛）（編劇）

2002年
- 電玩少女櫻吹雪（日语：アーケードゲーマーふぶき）（—2003年，編劇）

2003年
- 水色（日语：みずいろ）（編劇）

2010年
- 亂馬½ 惡夢！春眠香（日语：らんま1/2 悪夢!春眠香）（編劇）[注 5]

### 實景真人作品
1999年
- 救急戰隊GOGOV（—2000年，編劇）

2000年
- 未來戰隊時間連者（編劇）

2001年
- 未來戰隊時間連者 VS GOGOV（編劇）

2012年
- 戰國BASARA -MOONLIGHT PARTY-（編劇）
- 戰國BASARA -MOONLIGHT PARTY- Remix（編劇）[注 6]

### 小說
1998年
- 非戲院上映動畫 鐵拳 將被繼承的未來
- 科學情人 戀愛的黑洞

2000年
- ESCAFLOWNE

2024年
- DokiDoki! 光之美少女[8]

### 漫畫原作、編劇
- PERFECT JULIET（2002年）
- 人造人009 川普塔篇（2010年）

## 腳註

## 外部連結
- （日語）[]
- 山口亮太的X（前Twitter） （日語）